# Шершавая древесная гадюка
Шершавая древесная гадюка (лат. Atheris squamigera) — вид ядовитых змей из семейства гадюковых.

## Распространение
Западная и центральная Африка: Берег Слоновой Кости и Гана, на восток через южную Нигерию до Камеруна, южная ЦАР, Габон, Республика Конго, Демократическая Республика Конго, северная Ангола, Уганда, Танзания (Rumanika Game Reserve), западная Кения и en:Bioko Island.

## Описание
Имеют длину тела около 46—60 см, с максимумом до 78 см. Самки обычно крупнее самцов. Имеют разнообразную окраску: от желтого и красного до зеленого и почти синего. Обитают во влажных тропических лесах.
Обладают сильным ядом гемолитического действия и, хотя редко нападают на людей из-за обитания в чаще лесов, известно три смертельных случая укусов человека.

## Названия
Этот широко распространенный в Африке вид змей имеет множество местных названий и десятки научных синонимов:
- T[oxicoa]. squamigera — Cope, 1860
- Atheris squamatus — Cope, 1862
- Toxicoa squamata — Cope, 1862
- Echis squamata — Cope, 1862
- Poecilostolus Burtonii — Günther, 1863
- Atheris burtonii — Günther, 1863
- A[theris]. squamigera — Peters, 1864
- Atheris Lucani — Rochebrune, 1885
- Atheris subocularis — Fiuscher, 1888
- Atheris squamiger — Boulenger, 1896
- Atheris squamigera — Bogert, 1940
- Atheris squamigera squamigera — Laurent, 1956
- Atheris squamigera robusta — Laurent, 1956
- Atheris squamiger squamiger — Klemmer, 1963
- Atheris squamiger — Hughes & Barry, 1969
- Atheris squamiger robustus — Golay et al., 1993
- Atheris squamigera — Broadley, 1996[2]